# Hilde Heltberg
Hilde Heltberg (Oslo, 30 settembre 1959 – Oslo, 4 settembre 2011) è stata una cantante norvegese.

## Biografia
Scoperta da Stein Ove Berg, Hilde Heltberg è salita alla ribalta all'inizio degli anni '80 con le sue varie partecipazioni al Melodi Grand Prix, il programma di selezione del rappresentante norvegese per l'Eurovision Song Contest. Si è piazzata 9ª nel 1980 con Maestro, 7ª nel 1984 con Ditt smil e 6ª nel 1985 con Livet har en sjanse. Sempre negli anni '80 ha inoltre cantato nell'Uncle John's Band e negli X-tra, mentre i suoi lavori solisti sono stati prevalentemente prodotti da Jonas Fjeld.
Già malata di tumore, Hilde Heltberg è morta al Rikshospitalet di Oslo il 4 settembre 2011. Pochi mesi dopo la sua scomparsa è stata pubblicata la raccolta Elske det umulige, contenente i suoi successi degli ultimi due decenni. Il disco ha raggiunto la 14ª posizione della classifica norvegese.

## Discografia

### Album in studio
- 1982 – Hilde Heltberg
- 1983 – På bare bein
- 1984 – Du og jeg
- 1985 – Noe vi deler
- 1991 – Girls Don't
- 1997 – Blant konger og lus
- 2004 – Don't Come Closer
- 2005 – Manda' morra - 14 sanger av Stein Ove Berg (con Henning Kvitnes, Roy Lønhøiden e gli El Corazón)
- 2009 – Elske fritt

### Raccolte
- 1985 – Hilde Heltberg's ballader
- 2012 – Elske det umulige - en samling med de beste sangene 1992-2011

### Singoli
- 1980 – Maestro/Hei sol
- 1983 – Bit for bit/Bare en dag
- 1983 – Rätt sida om gränsen/Kärringar ska veta hut (con Örjan Englund)
- 1984 – Ditt smil/Your Eyes
- 1984 – Why Don't You Love Me Tonight/You Can't Run Away from Love (con Jonas Fjeld)
- 1984 – Jeg prøver igjen/Med døra på gløtt
- 1985 – Minner
- 1985 – Skrift på frossen jord/Mærsjen på påsjen (con Jonas Fjeld e Ole Paus)
- 1985 – Livet har en sjanse
- 1988 – Ikaros/Nå eller aldri
- 1998 – The Catzy Way/Stylist of Today (con Trond Granlund)
- 1991 – Girls Don't Have to Take It Like a Man/Time Out
- 1996 – For Every Love There's a Song
- 1997 – Vinden veit/Våryr gry
- 1997 – Den siste låta (con Marius Müller)
- 1999 – Vinterland (con Ulf Lundell)
- 2003 – Under Water
- 2003 – White Walls of Earth/Don't Come Closer
- 2009 – Elske fritt
- 2009 – Hold på meg